# Matthias Stuhlberger
Matthias Stuhlberger (* 29. Januar 1919 in Wartenberg; † 23. August 1995 ebenda) war ein deutscher Politiker (CSU).

## Lebensweg
Stuhlberger besuchte zuerst das humanistische Gymnasium in Scheyern und dann das Dom-Gymnasium in Freising, wo er 1939 das Abitur machte. Sofort danach wurde er zum Arbeitsdienst eingezogen. In den Jahren 1942 bis 1943 studierte er Maschinenbau an der TH München. Dann diente er als Offizier an der russischen Front und wurde dort gefangen genommen. Nach der Entlassung aus der Kriegsgefangenschaft übernahm er nach bestandener Meisterprüfung die elterliche Metzgerei und Landwirtschaft für seinen gefallenen Bruder. 1949 heiratete er Angela Oberloher. Aus der Ehe stammen zwei Kinder. Den Betrieb übergab er 1980 seinem Sohn Ludwig.

## Politische Karriere
- 1948 wurde er 1. Bürgermeister des Marktes Wartenberg und behielt das Amt bis 1984 inne. Nachfolger wurde Gustav Weltrich.
- 1958 bis 1974 gewann er den Landtagsstimmkreis Erding und war daher von der 4. bis zur 7. Wahlperiode Mitglied des Bayerischen Landtages. Dort war er hauptsächlich im Ausschuss für Ernährung und Landwirtschaft (4.–7. Wahlperiode), im Ausschuss für Eingaben und Beschwerden (5. Wahlperiode) und im Ausschuss für Fragen des Beamtenrechts und der Besoldung (6. und 7. Wahlperiode) tätig.
- Von 1960 bis 1990 war er Mitglied des Kreistages in Erding.
- Am 1. Mai 1966 trat er der CSU-Fraktion bei und blieb dort bis zum 30. April 1990, die Gründe des Ausscheidens zum 1. Mai 1990 sind derzeit ungeklärt.

## Ehrungen
- 1968: Bayerischer Verdienstorden
- 1972: Kommunale Verdienstmedaille
- 1974: Verdienstkreuz am Bande des Verdienstordens der Bundesrepublik Deutschland
- 1975: Ehrenringträger des Landkreises Erding
- 18. Mai 1985 Ernennung zum Ehrenbürger des Marktes Wartenberg
- Straßenbenennung: Bürgermeister-Stuhlberger-Straße in Wartenberg